# Saint-Germain-en-Laye
Saint-Germain-en-Laye es una comuna nueva francesa situada en el departamento de Yvelines, de la región de Isla de Francia.

## Geografía
La ciudad de Saint-Germain-en-Laye, situada en el noreste del departamento de Yvelines, con una superficie superior a 4800 hectáreas, es la ciudad más amplia del departamento y la tercera de la Región Parisina, detrás de Fontainebleau y París. Ocupa la mayor parte de un meandro del río Sena, mayormente cubierta por el bosque de Saint-Germain-en-Laye. El centro histórico de la ciudad se encuentra en la parte sureste del territorio, sobre una meseta calcárea que domina el valle del Sena a una altitud de 60 m, y cuya vista se extiende a una buena parte del oeste parisino.
Las ciudades limítrofes son Maisons-Laffitte al noreste, Le Mesnil-le-Roi al este, Le Pecq al sudeste, Mareil-Marly al sur, Fourqueux al sudsudoeste, Chambourcy, al suroeste, Poissy al oeste y Achères en arco de círculo entre el noroeste y el nornoreste.
El término municipal se extiende sobre una meseta, que termina abruptamente hacia el este, culminando a 90 metros en el castillo de Saint-Germain. El borde de la meseta, materializado parcialmente por la Terraza, corresponde al límite con la comuna de Le Pecq, en dirección del valle del Sena. La meseta baja de altura progresivamente al oeste hasta el límite de Poissy, y hacia el norte decrece hasta los 25 m, en la llanura agrícola de Achères. Hacia el sur, está profundamente entallada por el valle del arroyo Buzot, por la Ruta Nacional 13, y atravesada por un viaducto de la Línea del Gran Cinturón Oeste. Luego, sube en dirección de Mareil-Marly y Fourqueux, hasta culminar a una altitud de 100 m, en la colina de Hennemont.

### Hidrografía
Solo un arroyo atraviesa el término municipal, el Buzot, afluente del Sena de 9 km de longitud, que atraviesa el sur de la comuna de oeste a este. Este arroyo ha sido entubado en su mayor parte, y sobre él se halla la Ruta Nacional 13.
Saint-Germain, pese a no estar directamente en contacto en el Sena, se le acerca bastante en la parte nornoreste.
Sobre los restos de antiguas explotaciones de arena (el sitio actual de Saint-Germain fue en el pasado un fondo marino), se encuentran estanques en el norte de la comuna, como el estanque de Corra, donde se desarrollan actividades náuticas.

### Geología
El subsuelo de Saint-Germain-en-Laye, al igual que en el resto de la Región Parisina, está constituido por un apilamiento de capas sedimentarias casi horizontales de la Era Terciaria, que reposan sobre una base de yeso de la Era Secundaria. Las capas han sido excavadas por el valle del Sena, y por el arroyo Buzot.
Las capas que afloran en Saint-Germain-en-Laye, pueden verse en la Carta Geológica de Francia, hoja Versailles, BRGM.
- La caliza de Saint-Ouen del Bartoniense inferior (Marinésien), de cinco metros de espesor, aflora en el centro de la ciudad, así como en el oeste, en el límite con Poissy.
- Las arenas de Beauchamp del Bartoniense inferior (Auversien), aparecen sobre todo bajo el centro histórico de la ciudad y la parte norte del bosque, de unos ocho metros de espesor.
- Una caliza gruesa llamada en francés calcaire grossier del Luteciense (de alrededor de 80 millones de años) consta de quince metros de espesor. Esta capa caliza, que corresponde estructuralmente a la plataforma del Vexin, ha sido explotada en el pasado como piedra para construcción.[5] También se la encuentra en varias canteras, en particular en las comunas limítrofes de Poissy y de Mesnil-le-Roi (Carrières-sous-Bois).
- Una capa de arcilla (Ypresiense inferior) que corona las marnes del Montiense.
- La caliza blanca (creta, en francés craie) con sílex del Campaniense (70 a 80 millones de años, Cretácico). Esta capa, muy espesa, constituye la base geológica del sector, solo aflora en la abrupta cuesta en dirección a Le Pecq, y está muy cubierta por aluviones modernos.

La base del bosque de Saint-Germain-en-Laye está formada principalmente por terrazas aluviales, piso formados en el Cuaternario dentro de un meandro del Sena, efecto de las variaciones de nivel del canal de la Mancha durante las glaciaciones y descongelamientos sucesivos. Se han formado por aluviones (piedras y arena) antiguos del sur (terraza superior), salvo hacia el oeste y el noroeste, en el límite con Poissy y Achères, donde los aluviones desaparecen para dejar aflorar las capas de caliza subyacentes, y en el norte, donde se encuentran aluviones más recientes (terraza inferior).
El término municipal es principalmente rural (73 %).
El espacio rural corresponde casi al total de espacio cubierto por el bosque de Saint-Germain-en-Laye. Al norte del bosque, se le suma una parte del parque agrícola de Achères, que es propiedad de la Ciudad de París.
El espacio urbano construido representa el 19 % del total, o sea 914 hectáreas. Comprende el ejido urbano, concentrado en la parte sur de la comuna, unas 340 ha (36 % del espacio urbano construido), los distintos equipamientos urbanos, o sea 265 ha (20 %), incluyendo en particular las superficies ocupadas por la estación de tratamiento de cloacas Seine-Aval del SIAAP situada en el extremo norte del territorio comunal; las superficies afectas al transporte (186 ha, 14 %), incluyendo entre otras las instalaciones ferroviarias de la antigua estación de trenes y del depósito de locomotoras de Achères, y las zonas de actividades comerciales (95 ha, 7 %), constituidas principalmente por oficinas.
El tejido urbano ocupa prácticamente todo el espacio situado entre el bosque y el límite sur de la comuna. Comprende por un lado el centro histórico, densamente poblado, y que se ha extendido progresivamente desde el castillo hasta el valle del arroyo Buzot. Esta zona ha sido urbanizada recientemente, en particular después de la Segunda Guerra Mundial, comprendiendo tanto grandes edificios de departamentos como casas individuales. La zona urbana se prolonga sin solución de continuidad con las de Le Pecq, Mareil-Marly y Fourqueux. Se han construido además algunos conjuntos habitados en el norte de la comuna (Grand Cormier), así como en el triángulo ferroviario en medio del bosque; también se puede mencionar el conjunto de edificios de La Garenne frente a Conflans-Sainte-Honorine, y los de Fromainville (al norte de Maisons-Laffitte), que alojan principalmente a personal de la estación de tratamiento de efluentes.

### Vías de comunicación

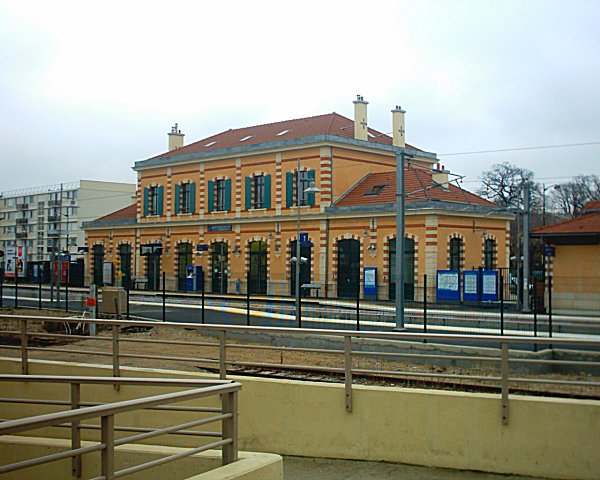
La estación de trenes de Saint-Germain - Grande-Ceinture

La comuna ha sido servida principalmente por dos rutas nacionales, la RN 13 que la atraviesa de este a oeste y une París con Mantes-la-Jolie, y la RN 184, que la atraviesa de norte a sur y que la une con Conflans-Sainte-Honorine.

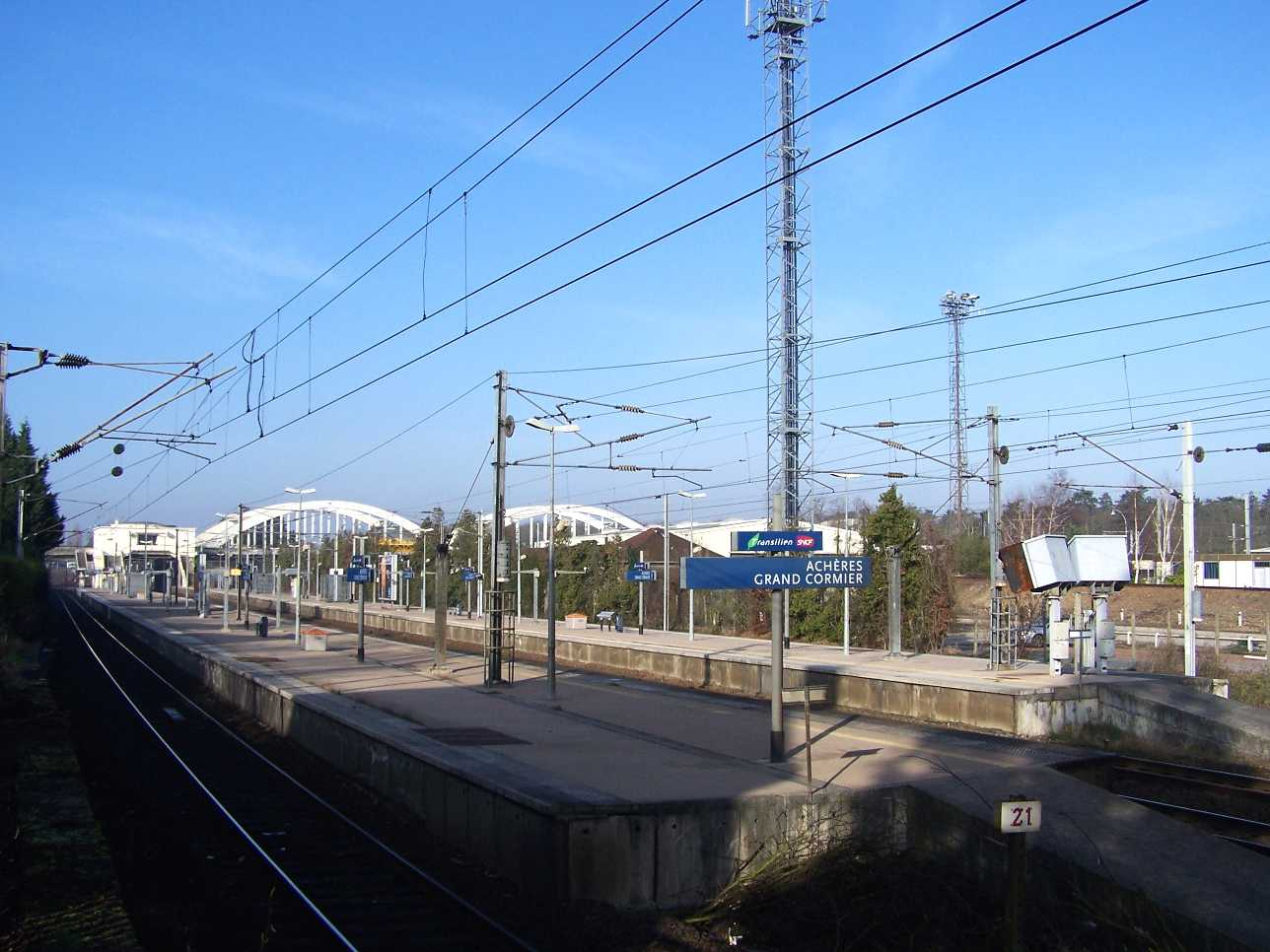
La estación de trenes de Achères

Las autopistas más cercanas son la A13, también llamada la Autopista de Normandía, la A12, que lleva a Saint-Quentin-en-Yvelines, y la A14, que une Orgeval (donde empalma con la A13) y La Défense, al oeste de París y que atraviesa el bosque en un trayecto subterráneo.
La nueva autopista periférica Francilienne al oeste de París va a evitar la destrucción del bosque.
Varias rutas departamentales unen Saint-Germain con sus ciudades limítrofes:
- la RD 308 que va de Maisons-Laffitte a Poissy
- la RD 157 que va a Mesnil-le-Roi y Maisons-Laffitte
- la RD 190 que va a Pecq y a Poissy
- la RD 98 que va a Saint-Nom-la-Bretèche y Les Clayes-sous-Bois

Las comunicaciones ferroviarias con París son excelentes. Por un lado está la línea A del tren rápido suburbano (RER), que es además la más antigua línea de pasajeros francesa. Otras dos estaciones existen en el término municipal: la Grande-Ceinture y Saint-Germain - Bel Air - Fourqueux.
Una tercera estación, lejos del centro histórico, es la de Achères-Grand Cormier. Esta estación no permite llegar al centro de la ciudad.

## Historia
Saint-Germain-en-Laye fue fundada en 1020 cuando el rey Roberto el Piadoso (996-1031) fundó un convento en el lugar de la actual iglesia de Saint-Germain. Antes de la Revolución francesa en 1789, esta había sido una ciudad real y la residencia de numerosos monarcas franceses.

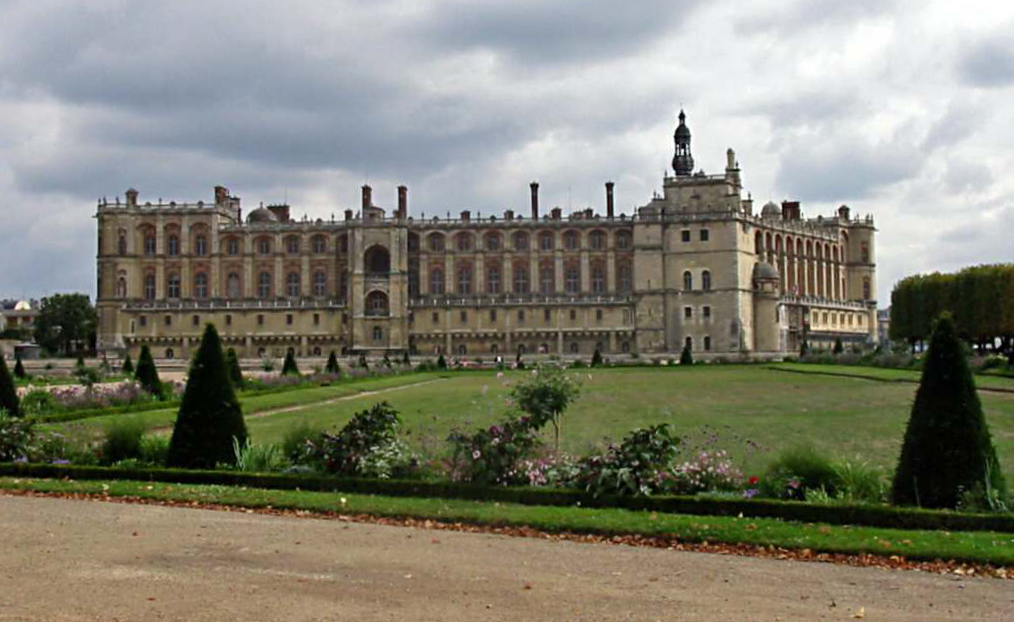
Castillo de Saint-Germain-en-Laye

El viejo castillo de Saint-Germain-en-Laye fue construido en 1348 por el rey Carlos V sobre las bases de un viejo castillo que databa de la época de Luis IX, san Luis, en 1238. A Francisco I se debe la restauración siguiente, y luego los reyes Enrique IV y Luis XIII dejaron su marca en la ciudad.

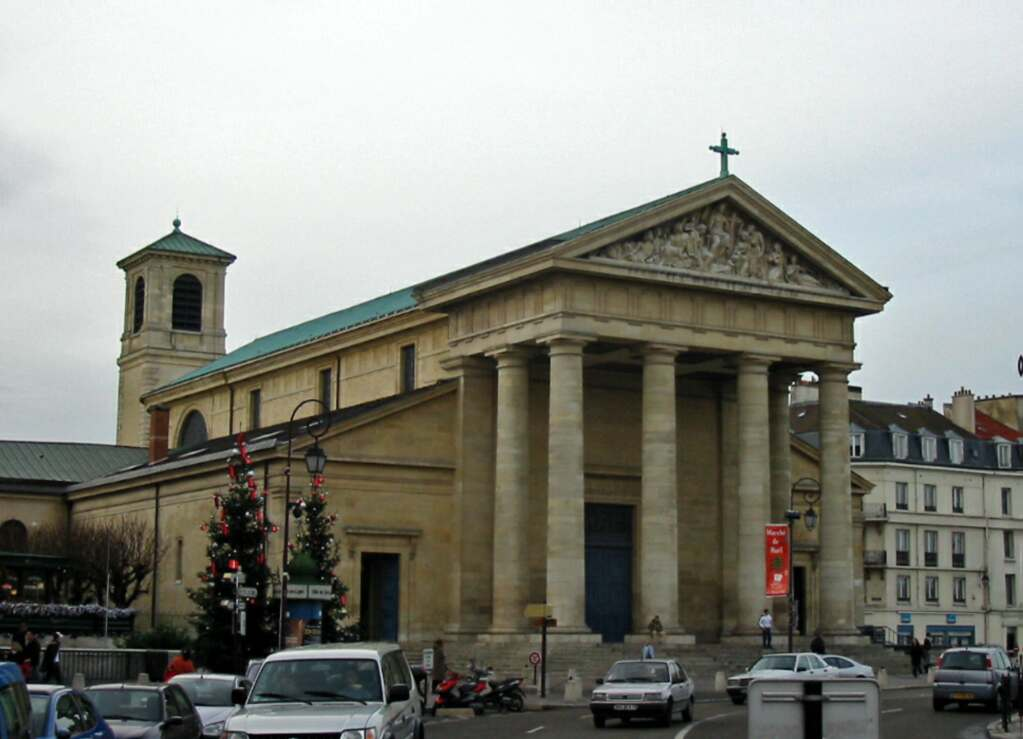
Iglesia de Saint-Germain-en-Laye

Luis XIV nació aquí y la convirtió en su residencia principal de 1661 a 1681. Luis XIV recibió en el castillo a su primo, el rey Jacobo II Estuardo, cuando vino de su exilio en Gran Bretaña. El rey Jacobo vivió en el castillo durante trece años y su hija Luisa María Estuardo nació en allí en 1692. Sus restos reposan en la iglesia de la ciudad.
Durante la Revolución francesa, se le cambió el nombre, como a muchas otras ciudades cuyos nombres tenían connotaciones de iglesia o realeza. Saint-Germain-en-Laye se transformó en Montagne-du-Bon-Air. En el siglo XIX, Napoleón estableció su escuela de oficiales de caballería en el Castillo Viejo. En 1867, Napoleón III construyó el Museo de Antigüedades Nacionales, en el que se exponen objetos procedentes del Paleolítico a la época merovingia. En 1862 nació en la ciudad el músico Claude Debussy.
El 10 de septiembre de 1919, el Tratado de Saint-Germain fue firmado en el château. Este tratado estableció la paz entre potencias aliadas vencedoras de la Primera Guerra Mundial y Austria y consagró la desaparición de la Monarquía Austro-Húngara. Durante la ocupación nazi, desde 1940 hasta 1944, fue el Cuartel General del Ejército Alemán en Francia. Desde 1966, el cuartel Goupil alberga el centro de instrucción del Regimiento de caballería de la Guardia Republicana, heredera de la Guardia Imperial napoleónica.
El 1 de enero de 2019 pasó a ser una comuna nueva al absorber la comuna de Fourqueux.
Históricamente, Saint-Germain-en-Laye siempre ha sido una ciudad militar. Actualmente cuenta con 600 militares en su población. Los cuarteles están situados en las afueras de la ciudad, en el Camp des Loges, y es la sede del Estado Mayor de la Comandancia de la región parisina del Ejército Francés, de la dirección regional del arma de Ingenieros y de un batallón de transporte ferroviario.

## Demografía
Según los datos aportados en la resolución del prefecto de Yvelines, la comuna nueva se crea con 45 916 habitantes.
| Comuna fusionada      | Código INSEE | Población (2016) | Superficie (km²) | Densidad (hab./km²) |
| --------------------- | ------------ | ---------------- | ---------------- | ------------------- |
| Fourqueux             | 78251        | 4026             | 3.67             | 1097                |
| Saint-Germain-en-Laye | 78551        | 39982            | 48.27            | 828                 |

## Economía
Saint-Germain-en-Laye es una de las ciudades más ricas de Francia, con una mediana de ingreso medio anual por habitante por unidad de consumo de 25 499 euros en 2004, que la sitúa en el lugar 124 de las comunas de más de 1000 habitantes, delante de la capital del departamento, Versailles (131).

### Actividades y empleo
Saint-Germain-en-Laye es un polo de empleo importante, con alrededor de 19 000 empleos en 1999 para una población de 38 000 habitantes, o sea, un empleo por cada dos habitantes. Es un polo terciario dedicado principalmente al comercio, a la educación y a la administración, y representa alrededor de 94 % de los empleos, o sea, 17 890 sobre 18 885 (datos de 1999).
Las principales actividades creadoras de empleo son los servicios a empresas y particulares (20,7 %), la administración pública (17,4 %), la salud (17,2 %), la educación (16 %) y el comercio (12,9 %).
La tasa de desempleo era en 2005 del 7,4 %, ligeramente superior a la media del departamento (7,1 %), pero inferior a la media nacional (8,6 %).

### Comercio
Saint-Germain-en-Laye es considerado como el mayor centro comercial a cielo abierto del oeste parisino. Tiene 800 comercios implantados principalmente en el centro de la ciudad vieja. No existe en la comuna ningún hipermercado ni gran centro comercial. Solo en el centro de la ciudad existe un negocio de la cadena Monoprix, y también existe cerca del Castillo una galería comercial cubierta, las «Galeries Saint-Germain», inauguradas en 1987.
La ciudad está ubicada en el centro de una zona de 300 000 clientes potenciales de alto poder adquisitivo. El comercio de la ciudad atrae a numerosos clientes de las ciudades vecinas.
El acceso a la ciudad se ve facilitado por la línea A del tren suburbano parisino, el RER, que llega hasta el centro de la ciudad. Por el contrario, el acceso en auto es difícil por las calles estrechas y la saturación de los estacionamientos.
El comercio compite con otros centros comerciales, como el de Orgeval y el centro comercial Parly 2 de Le Chesnay.
Un proyecto de creación de un nuevo centro comercial denominado «Les Terrasses de Poncy»,  en la comuna vecina de Poissy, ha suscitado inquietud en la ciudad.

### Principales empresas radicadas en la ciudad
En la ciudad residen todas las filiales francesas de la compañía Ford, la filial francesa de la corporación Bose y la de Pall Corporation, Pall France.
Ford está implantada desde julio de 2002 en el castillo Saint-Léger (transformado por el arquitecto Dominique Perrault). El castillo había sido la sede del Instituto Nacional de la Siderurgia. Actualmente residen en el sitio todas las empresas del grupo Ford.
La ciudad alberga además los servicios nacionales de catastro, empleando a doscientos empleados que aseguran la puesta al día de los planos catastrales, su impresión y su numeración.
La planta de tratamiento Seine-Aval, explotada por el SIAAP, un consorcio de saneamiento de residuos cloacales formado por varias comunas, ocupa 350 hectáreas en los bosques de la ciudad. La planta fue creada en 1940, y es la más grande estación de depuración de aguas residuales, aguas abajo de la aglomeración parisina. La planta integra una importante unidad de desnitrificación (2007),  necesaria para cumplir con las normas europeas sobre calidad del agua.

## Educación
- Instituto de Estudios Políticos de Saint-Germain-en-Laye

## Heráldica

Durante la Restauración, la comuna había deseado utilizar el blasón con las armas de Francia y de Navarra. El intento no prosperó.

El blasón de Saint-Germain-en-Laye se compone así: azur, una cuna sembrada de flores de lis, acompañada en capitel de una flor de lis y de esta fecha en punta: "5 7bre 1638", todo en oro.
El 5 de septiembre de 1638 es la fecha del nacimiento de Luis XIV. Este blasón fue concedido a la ciudad por letras patentes del 17 de agosto de 1820 por el rey Luis XVIII.

## Hospital
- Centre hospitalier intercommunal de Poissy-Saint-Germain-en-Laye